# Coras de Tepic
A Deportivo Tepic vagy Coras de Tepic (nevét a Nayarit államban élő kora indiánokról kapta) a mexikói Tepic város labdarúgócsapata volt, utoljára a másodosztályú bajnokságban szerepelt.

## Története
A csapat Nayarit állam első labdarúgóklubjaként 1959. július 19-én alakult meg főként Francisco Mengibar Buenónak és Fermín Álvarez Sotelo testnevelőtanárnak köszönhetően. Első edzőjének a guadalajarai Club Atlas egykori neves játékosát, Jesús „Chita” Aldretét nevezték ki. Az 1958–1959-es kupa küzdelmeiben már részt vettek, majd ezután csatlakoztak a harmadosztályú bajnoksághoz is. Első mérkőzésüket a Poza Rica ellen játszották és 2–0-ra kikaptak.
1982-ben eljutottak egészen a másodosztály döntőjéig, azonban a feljutás nem sikerült, mivel a döntőt elvesztették a Oaxtepec ellen. Később búcsúztak a másodosztálytól, majd 2014 májusában, amikor nagy átrendeződés volt ezen a szinten, bejelentették, hogy a Coras visszatér. A Guadalajarából érkező fiatalokkal megerősített csapat így a 2014-es Apertura szezont már másodosztályúként kezdhette.
A 2017-es Clausura szezon végén bejelentették, hogy a Coras átköltözik Zacatepecbe, és Club Atlético Zacatepec néven folytatja szereplését.

## Stadion
A Coras hazai mérkőzéseit a 12 945 férőhelyes Arena Corában játssza. A 2011-ben átadott épület több mint 240 millió pesóba került.